# Chiesa di San Pietro Apostolo (Serrone)
La chiesa di San Pietro Apostolo è una delle chiese principali della città di Serrone in provincia di Frosinone, nel Lazio.

## L'esterno
Non si conosce l'epoca in cui fu edificata a causa della mancanza di annali andati perduti dopo una serie di incendi. Solo grazie alla visita pastorale del 1754 si è venuti a conoscenza che già nel 1192 la chiesa era esistente e soggetta al vescovo di Palestrina (sede suburbicaria di Palestrina).
La chiesa ha subito un profondo restauro, e più volte ricostruita, venne infatti ampliata e restaurata proprio dai suoi abitanti nel 1600. L'interno si sviluppa con due piccole navate ed una centrale più grande, un presbiterio rialzato, il coro e una cappella laterale edificata successivamente dal vescovo Aronne e dedicata al Sacro Cuore di Gesù.
Molto grazioso è il pulpito in legno finemente scolpito con piccole colonne scanalate, capitelli ionici rimaneggiati e cornicione spezzato aggettante che rivela caratteristiche neoclassiche; mentre la base e le mense che sostengono le colonne sono in stile barocco.
Nella facciata del pulpito sono presenti tre nicchie contenenti piccole statue in legno di tre evangelisti, le nicchie laterali sono vuote a causa del trafugamento del loro contenuto. L'organo del Settecento rimane un pezzo d'arte unico di pregevole fattura. Il pavimento della chiesa ebbe un restauro nel 1926 insieme alla porta principale. Probabilmente al di sotto del pavimento è presente un cimitero, di ignota datazione, a testimonianza dell'antichissima usanza di sepoltura dei morti dentro l'abitato.
La navata centrale della chiesa ospita una grande tela con un dipinto che riveste tutto il soffitto, mentre sulle navate laterali sono stati rinvenuti alcuni affreschi attribuiti alla scuola di Raffaello appena restaurati. Gli affreschi furono ricoperti di calce per disinfettare le pareti della chiesa durante un'epidemia di peste, permettendo così la loro conservazione fino ai nostri giorni.
I murali presenti nella chiesa hanno una grande valenza artistica. Infatti, dopo una attenta e lunga ricerca, è stato possibile individuare il periodo storico di questi murali associandoli alla scuola d'arte umbra attiva a Roma nel Cinquecento. Osservando attentamente gli affreschi, si può notare una forte somiglianza con Pinturicchio o comunque con i pittori presenti a Roma in quel periodo. Bisogna anche aggiungere che la scuola d'arte umbra, con i suoi maggiori esponenti, era prediletta dai Colonna a cui apparteneva Serrone. Altre ipotesi sulla paternità degli affreschi portano direttamente alla scuola di Giulio Romano, Giovan Francesco Penni e Sebastiano del Piombo vale a dire tutti pittori che lavoravano alla Farnesina per conto di Papa Leone X Medici, che ospitò ripetutamente la famiglia Colonna nei suoi sontuosi palazzi. Percorrendo la navata sinistra della chiesa si entra nella cappella con affreschi più recenti, monocromi e con una risoluzione dei corpi piatta e poco armoniosa.
L'immagine della parete destra della chiesa, anche se estremamente rovinata, rappresenta Erode con la testa di Giovanni Battista in mano e Salomè con il piatto protratto in avanti che volta la testa dall'altra parte per non vedere. Nella stessa parete un'altra delle pitture murali raffigura un Mandato: in primo piano un Papa che poggia un cappello sulla testa di un cavaliere, o Ministro della Chiesa, per affidargli un importante incarico. Sulla parete opposta, meglio conservata, si scorge la figura probabilmente di Luigi Gonzaga intento nel dare il sacramento della Comunione ad un Santo cavaliere con l'aureola dorata. La scena si svolge all'interno di una chiesa che somiglia molto alla chiesa di San Pietro a Serrone, c'è infatti un altare con sopra un candelabro dorato e un crocifisso al centro.
Nell'ultimo degli affreschi, sempre sulla sinistra, è dipinta l'apparizione dell'angelo a San Pietro: scene della vita del Santo sono ricorrenti nelle pitture di questa chiesa come nella parete destra dell'abside dove è rappresentata la consegna delle chiavi a San Pietro. Di enorme importanza è la pala dell'altare maggiore dove risalta l'immagine di San Michele Arcangelo, patrono di Serrone. La tela, di pregevole fattura e di autore ignoto, risale alla metà del Seicento ed è una copia ben riprodotta del San Michele Arcangelo di Guido Reni del 1635.
È sufficiente paragonare le due tele per notare che i dipinti sono uguali nelle vesti, nelle proporzioni, nella gestualità; mentre solo il volto diverso, ma per scelta dell'artista che vuole caratterizzare e rendere autonoma la sua opera rispetto a quella di Guido Reni.
Dopo un consulto con il critico d'arte americano D.S. Peppe si è giunti all'ipotesi che il dipinto sia della scuola romana dei Carlo Maratta e che risalga agli anni che vanno dal 1660 al 1680. Le ricerche condotte nel campo dell'arte tendono ad attribuire la paternità di questo dipinto a Pierre Dulauvier (o Laurier) detto anche Pietro Lauri di Guido, che faceva parte della bottega di Guido Reni. Al di sopra di questa pala c'è un'altra tela raffigurante San Pietro Apostolo, anch'essa di buona fattura. La cornice in stucco che contorna queste due tele è secentesca.